# Adriano do Dussen
Adriano do Dussen (em neerlandês: Adriaen van der Dussen; Delft, 1585 — 1642), foi um alto e secreto conselheiro da Companhia Neerlandesa das Índias Ocidentais durante a segunda das Invasões holandesas do Brasil.
Ao chegar ao Brasil em janeiro de 1637, João Maurício de Nassau reorganizou administrativamente o governo do Brasil Neerlandês, transformando o "Conselho Político" em "Conselho Secreto", integrado por Adriano, Matias de Ceulen e João Gijsselingh. Antes de terminado o prazo de seu contrato, van der Dussen pediu substituto (sabe-se que sofria de cálculos renais) e licença para retornar à pátria, o que fez em 8 de outubro de 1639 (MELLO, 1985). Não teve papel de destaque na administração do Brasil Neerlandês.
O conselheiro Adriano é o autor de um relatório detalhado da conquista, concluído em Dezembro de 1639 ("Relatório sobre o estado das Capitanias conquistadas no Brasil, apresentado pelo senhor Adriano ao Conselho dos XIX na Câmara de Amsterdam, em 4 de Abril de 1640"). Assina ainda, junto com Maurício de Nassau e van Ceulen, o "Breve Discurso sobre o estado das Quatro Capitanias conquistadas, de Pernambuco, Itamaracá, Paraíba e Rio Grande, situadas na parte setentrional do Brasil", datado de 14 de Janeiro de 1638, cuja redação, em sua maior parte, lhe é atribuída.